# オーランド諸島自治政府
オーランド諸島自治政府（スウェーデン語: Ålands landskapsregering）は、フィンランドの自治領であるオーランド諸島の政府。首相は、オーランド諸島の立法府であるラグティングから選出され、フィンランドの国家元首である大統領によって任命される。現在の首相は、オーランド社会民主党のカミラ・グネル。

## 財政と歳入
ラグティングはオーランド諸島に関連する法律を制定し、フィンランド本土とは独立した予算編成権を行使することができる。オーランド諸島の歳入は、オーランド諸島の地方税とフィンランドによる地方交付税から構成されている。

## 立法と権利
ラグティングは、以下に関する法案の立法権を有する。
- 教育、文化、古代遺跡の維持
- 医療
- 環境
- 産業の促進
- オーランド諸島内の交通
- 地方自治
- 治安維持
- 郵便
- ラジオとテレビ放送

一方、以下に関する事項については、フィンランドの法律が適用される。
- 外交
- 民法と刑法の大部分
- 裁判
- 税関
- フィンランドの税制

なお、このような分野でオーランド諸島の利害が配慮されるよう、オーランド諸島はフィンランドの国会（エドゥスクンタ）に設けられているオーランド諸島専用の議席（1議席）に、オーランド諸島代表者としての議員を有している。

## 住民権
外国人や移民者におけるオーランド諸島の住民権（居住領域権）は、以下の要件を満たしている他に、本人の両親いずれかがオーランド諸島の住民権を有している、もしくは本人がフィンランド国籍を有している場合に限り申請することができる。
- オーランド諸島に最低5年以上居住している
- スウェーデン語の十分な能力を持っている

なお、オーランド諸島地域外に5年以上居住した場合、オーランド諸島における住民権は失効する。

## その他の権利
オーランド諸島での選挙権と被選挙権、不動産の獲得や所有権、営業権を得るには、住民権を有することが前提条件であるが、不動産の所有や営業を希望する人物に対しては、オーランド諸島自治政府が前提条件を免除することも可能であるとしている。